# Lifehouse (album)
Lifehouse è il terzo album discografico in studio del gruppo musicale rock statunitense Lifehouse, pubblicato nel 2005.

## Tracce
1. Come Back Down – 4:36
2. You and Me – 3:15
3. Blind – 5:01
4. All in All – 2:56
5. Better Luck Next Time – 3:38
6. Days Go By – 3:24
7. Into the Sun – 5:21
8. Undone – 3:25
9. We'll Never Know – 3:25
10. Walking Away – 4:46
11. Chapter One – 3:39
12. The End Has Only Begun – 4:22

## Gruppo
- Jason Wade - voce, chitarra
- Sergio Andrade - basso
- Rick Woolstenhulme Jr. - batteria
- John Alagia - basso, piano, chitarra, altri strumenti
- Oliver Kraus - violoncello

## Classifiche
- Billboard 200 - #10